# David Anthony Durham
Cet article concerne l'écrivain de fantasy. Pour David Durham, voir Roy Vickers.
Œuvres principales
- Série Acacia

David Anthony Durham, né le 23 mars 1969 à New York, est un écrivain américain, auteur de romans historiques et de fantasy.

## Œuvres

### SérieAcacia
1. La Guerre du Mein, Le Pré aux clercs, 2008 ((en) The War with the Mein, 2007)
2. Terres étrangères, Le Pré aux clercs, 2009 ((en) The Other Lands, 2009)
3. L'Alliance sacrée, Le Pré aux clercs, 2011 ((en) The Sacred Band, 2011)

### SérieWild Cards
1. (en) Fort Freak, 2011Anthologie de nouvelles écrites avec Paul Cornell, Ty Franck, Stephen Leigh, Victor Milán, John J. Miller, Mary Anne Mohanraj, Kevin Andrew Murphy (en), Cherie Priest et Melinda Snodgrass
2. (en) Lowball, 2014Anthologie de nouvelles écrites avec Michael Cassutt, David D. Levine, Mary Anne Mohanraj, Melinda Snodgrass, Ian Tregillis, Carrie Vaughn et Walter Jon Williams
3. (en) High Stakes, 2016Anthologie de nouvelles écrites avec Stephen Leigh, John J. Miller, Melinda Snodgrass, Caroline Spector et Ian Tregillis
4. (en) Texas Hold'em, 2018Anthologie de nouvelles écrites avec Max Gladstone, Victor Milán, Diana Rowland, Walton Simons (en), Caroline Spector et William F. Wu
5. (en) Pairing Up, 2023Anthologie de nouvelles écrites avec Gwenda Bond (en), Bradley Denton, Marko Kloos (en), Kevin Andrew Murphy (en), Peter Newman (en), Christopher Rowe et Melinda Snodgrass

### Romans indépendants
- (en) Gabriel's Story, 2001
- (en) Walk Through Darkness, 2002
- (en) Pride of Carthage, 2005